# بيتر فونكه
بيتر فونكه (بالألمانية: Peter Funke)‏ هو أستاذ جامعي ألماني، ولد في 18 مارس 1950 في راينه في ألمانيا.

## وصلات خارجية
- بيتر فونك على موقع مونزينجر (الألمانية)